# Smittina bella
Smittina bella är en mossdjursart som först beskrevs av Busk 1860.  Smittina bella ingår i släktet Smittina och familjen Smittinidae. Arten är reproducerande i Sverige. Inga underarter finns listade i Catalogue of Life.